# Vulcano buono
Il Vulcano buono è un complesso multifunzionale ubicato nel comune di Nola, nei pressi del Cis e dell'Interporto campano, vicino all'abitato di Polvica (località suddivisa tra i comuni di Nola, Acerra, Marigliano, San Vitaliano, San Felice a Cancello e Roccarainola). L'edificio, inaugurato il 7 dicembre 2007, è stato progettato da Renzo Piano.

## Descrizione

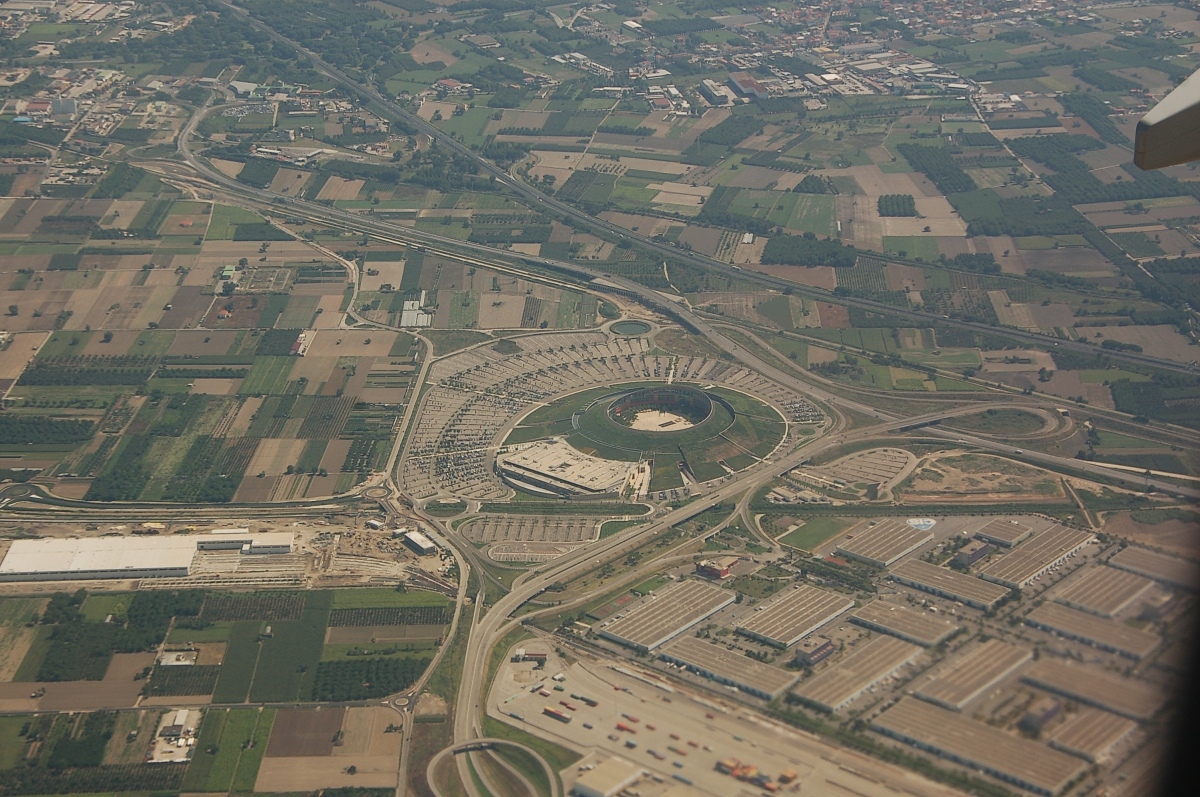
Visuale aerea della struttura

La struttura prende vita da un insieme di solidi circolari, ognuno dei quali ha una pendenza differente, che si fondono a formare una struttura troncoconica a pianta ovoidale, aperta al centro, che ricalca l'aspetto del Vesuvio. Il margine superiore della collina artificiale ha un'altezza che varia dai 25 ai 41 metri, con un diametro totale di 320 metri.
Ospita una piazza centrale di 160 metri di diametro a cielo scoperto, divisa in tre zone concentriche, la più interna con palco dedicata allo spettacolo, quella intermedia al commercio e la più esterna, che fa da corona alla costruzione che vi si affaccia riservata a verde e piantumata di pini.
Dall'esterno, fatta eccezione per i diversi ingressi (chiamati Capri, Sorrento, Amalfi, Positano e Ischia, più le uscite di sicurezza), il complesso è praticamente invisibile come opera architettonica perché le coperture in calcestruzzo armato sono ricoperte da terriccio dove trovano posto prato e vegetazione bassa che si armonizzano con il paesaggio circostante, mimetizzando di fatto la struttura. In questo senso si può parlare di edificio eco-orientato.
Il progetto nasce nel 1995, i lavori iniziano nel 2002 e vengono terminati nel 2007, per un costo totale di 180 milioni di euro, coperti in parte da finanziamenti regionali per la ricostruzione e lo sviluppo. L'intero insediamento occupa un'area di circa 500.000 m², la superficie coperta è di 150.000 m²; sono presenti parcheggi per 8.000 posti auto.

## Interno
Il complesso è un grosso centro multifunzionale costituito da un albergo, un cinema multisala e da una galleria, a doppia altezza, di 155 negozi e diversi ristoranti e bar. Al centro è presente una grande piazza circolare, che ricorda la napoletana piazza del Plebiscito e viene utilizzata per concerti e manifestazioni. L'interno, a doppia altezza, è suddiviso in colori:
- Capri
- Sorrento
- Amalfi
- Positano
- Ischia

Le hall degli ingressi sono delle grosse piazze dedicate alle omonime cittadine corrispondenti, le piazze sono raccordate dai viali dedicati a famosi attori napoletani come Antonio de Curtis, Massimo Troisi, Tina Pica e Pupella Maggio; il piano sovrastante è collegato con quello di terra tramite scale mobili e ascensori, mentre al piano superiore i solai di entrambe le parti sono collegati da ponti di acciaio.